# Boljare, Sjenica
Boljare (izvirno srbsko Бољаре) je naselje v Srbiji, ki upravno spada pod Občino Sjenica; slednja pa je del Zlatiborskega upravnega okraja.

## Demografija
V naselju, katerega izvirno (srbsko-cirilično) ime je Бољаре, živi 31 polnoletnih prebivalcev, pri čemer je njihova povprečna starost 53,8 let (51,3 pri moških in 56,2 pri ženskah). Naselje ima 14 gospodinjstev, pri čemer je povprečno število članov na gospodinjstvo 2,36.
To naselje je, glede na rezultate popisa iz leta 2002, večinoma srbsko, a v času zadnjih treh popisov je opazno zmanjšanje števila prebivalcev.
|  |

| Demografija | Demografija     | Demografija     |
| Leto        | Št. prebivalcev | Št. prebivalcev |
| ----------- | --------------- | --------------- |
|             |                 |                 |
|             |                 |                 |
|             |                 |                 |
|             |                 |                 |
| 1948        | 160             |                 |
| 1953        | 67              |                 |
| 1961        | 83              |                 |
| 1971        | 118             |                 |
| 1981        | 88              |                 |
| 1991        | 45              | 45              |
| 2002        | 33              | 33              |
|             |                 |                 |

| Etnična sestava po popisu iz leta 2002 | Etnična sestava po popisu iz leta 2002 | Etnična sestava po popisu iz leta 2002 | Etnična sestava po popisu iz leta 2002 | Etnična sestava po popisu iz leta 2002 |
| -------------------------------------- | -------------------------------------- | -------------------------------------- | -------------------------------------- | -------------------------------------- |
| Srbi                                   | Srbi                                   |                                        | 32                                     | 96,96%                                 |
| Neznano                                | Neznano                                |                                        | 1                                      | 3,03%                                  |